# Spinenicodes oceanicus
Spinenicodes oceanicus là một loài bọ cánh cứng trong họ Cerambycidae.